# Calciumphosphid
Calciumphosphid (Ca3P2) ist eine chemische Verbindung aus der Gruppe der Phosphide. Sie liegt in Form einer braunroten, amorphen Masse vor. Technisches Calciumphosphid enthält stets Verunreinigungen von Calciumphosphit und Calciumphosphat. Mit dem gleichen Begriff wird bisweilen das Calciummonophosphid (CaP) benannt.

## Vorkommen
Calciumphosphid kommt als Verunreinigung in Calciumcarbid vor.

## Gewinnung und Darstellung
Calciumphosphid kann durch Reaktion von gebranntem Kalk mit dampfförmigen Phosphor hergestellt werden. Auch beim Zusammenschmelzen von Phosphor mit Calcium unter Petroleum oder im Vakuum entsteht Calciumphosphid.
{\displaystyle \mathrm {3\ Ca+2\ P\longrightarrow Ca_{3}P_{2}} }
Daneben ist auch die Reduktion von Calciumphosphat mit Kohlenstoff zu Calciumphosphid bei hohen Temperaturen möglich (Nebenreaktion bei der Calciumcarbidherstellung).
{\displaystyle \mathrm {Ca_{3}(PO_{4})_{2}+8\ C\longrightarrow Ca_{3}P_{2}+8\ CO} }
Anstelle von Kohlenstoff lässt sich auch Aluminium einsetzen.
{\displaystyle \mathrm {3\ Ca_{3}(PO_{4})_{2}+16\ Al\longrightarrow 3\ Ca_{3}P_{2}+8\ Al_{2}O_{3}} }

## Eigenschaften
Calciumphosphid ist ein rotbrauner Feststoff. An feuchter Luft zersetzt er sich langsam, mit Wasser lebhaft, zu Calciumhydroxid und Monophosphan. Konzentrierte Säuren greifen Calciumphosphid im Gegensatz zu verdünnten Säuren insbesondere in der Kälte fast gar nicht an. Mit Kaliumpermanganat reagiert Calciumphosphid explosionsartig. Wasserfreier Alkohol, Ether und Benzol reagieren bei gewöhnlicher Temperatur nicht mit Calciumphosphid.

## Verwendung
Calciumphosphid kann zur Herstellung von Monophosphan verwendet werden:
{\displaystyle \mathrm {Ca_{3}P_{2}+6\ H_{2}O\longrightarrow 2\ PH_{3}+3\ Ca(OH)_{2}} }
Es wird in diesem Sinne auch als Begasungsmittel (Rodentizid) gegen Wühlmäuse eingesetzt.
Sein Hauptanwendungsgebiet ist die Schädlingsbekämpfung in Getreidelagern und bei Getreidetransporten (z. B. auf Schiffen). Dazu wird das Getreide mit Calciumphosphid-Tabletten versetzt. Die Restfeuchtigkeit des Getreides reicht aus, um das Calciumphosphid nach und nach zu hydrolysieren, wobei Phosphan frei wird, das Kornkäfer und andere Schädlinge zuverlässig abtötet.
In der Marine wird diese Reaktion (durch Entstehung von Diphosphan Selbstentzündung) zum Betrieb von Leuchtfeuern eingesetzt.
In der Europäischen Union, auch in Deutschland und Österreich waren Rodentizide mit Calciumphosphid als Wirkstoff zugelassen. Zum 1. Dezember 2020 lief die Zulassung in der EU aus. Die Aufbrauchfrist lief bis zum 1. Juni 2022. In der Schweiz waren Präparate mit Calciumphosphid (Handelsname Polytanol) erhältlich. Auch hier lief die Zulassung zum 1. Juni 2022 aus.

## Sicherheitshinweise
Calciumphosphid bildet bei Kontakt mit Wasser oder feuchter Luft hochentzündliche Gase in Form von giftigem und übelriechendem Phosphan (PH3) und Diphosphan (P2H4). Die gasförmige Mischung aus Phosphan und Diphosphan kann sich bei externer Zündung – ähnlich wie Knallgas – explosionsartig zersetzen.
Beim Kontakt mit Säuren ist eine explosionsartige Zersetzung möglich. Bei der Hydrolyse entsteht ein auch für Menschen sehr giftiges Gasgemisch (Phosphan PH3 und Diphosphan P2H4). In Mühlen und Getreidelagern gab es mehrfach durch fehlerhafte Anwendung von Calciumphosphid und Abdichtung beziehungsweise mangelnde Lüftung Todesfälle.